# Geplooide rotsboorder
De geplooide rotsboorder (Saxicavella jeffreysi) is een tweekleppigensoort uit de familie van de Basterotiidae. De wetenschappelijke naam van de soort werd in 1930 voor het eerst geldig gepubliceerd door Ronald Winckworth.

## Beschrijving
De geplooide rotsboorder is een mariene tweekleppige, tot 11 mm lang en 6 mm hoog. Een kant van de schelp is afgeknot, terwijl de andere kant flauw afgerond is. De kleppen hebben een witte kleur met een lichtbruine opperhuid, waarbij in tegenstelling tot bij de Noordse rotsboorder (Hiatella arctica), het gebied rond de sifonen niet overdekt is met de opperhuid. Aan de buitenkant van de schelp is een sculptuur zichtbaar die bestaat uit concentrische, onregelmatige groeirichels. Aan de binnenkant van de schelp is geen mantelbocht aanwezig, dit in tegenstelling tot de kleine gaper (Sphenia binghami) die onder andere wel een mantelbocht heeft.

## Verspreiding en leefgebied
Het verspreidingsgebied van deze tweekleppige is Noordelijke Atlantische Oceaan en loopt van Noord-Noorwegen en IJsland tot aan de Canarische Eilanden inclusief de Noordzee en de Middellandse Zee. De soort komt voor van iets beneden de laag waterlijn tot een diepte van maximaal 200 meter. 
Anders dan zijn naam doet vermoeden leeft de geplooide rotsboorder niet in steen, maar hecht zich met zijn zeer kleine byssus vast ingegraven in puur zand of sliphoudende bodems. De soort is een commensaal van soorten van het lepelwormgeslacht Maxmuelleria.